# La Belle Jardinière
La Belle Jardiniere je název obrazu italského renesančního malíře Raffaela Santiho namalovaného kolem roku 1507.
Obraz představuje Pannu Marii sedící na kamenné lavičce uprostřed otevřené krajiny. Oblečená je do červených šatů, splývajících po zemi a modrého bohatě řaseného pláště. Za ruku drží malého Ježíška, který se opřený o její nohy, dívá se do matčiny tváře. Ona mu pohled, s laskavým výrazem, opětuje. V jejich vzájemných dotecích a pohledech se odráží hloubka mateřské něhy a synovské lásky.
U Mariiných nohou klečí malý Jan Křtitel oblečený podle tradice do velbloudí kůže. V pravé ručce svírá svůj atribut - kříž. Ten je symbolem a současně předzvěstí Kristova utrpení.
Obraz, označovaný také jako Panna s Dítětem a svatým Janem Křtitelem, vznikl během Raffaelova působení ve Florencii. Je jedním z nejpůvabnějších umělcových děl a ikonograficky navazuje na Leonardovu Madonu ve skalách.
Obraz je podepsán a datován na lemu Mariina pláště. Není známo, kdy umělec obdržel na vytvoření tohoto díla objednávku, ani kdy se hotové dílo dostalo do sbírek francouzského královského dvora.